# Liste der Naturdenkmale in Neukirch (bei Königsbrück)
Die Liste der Naturdenkmale in Neukirch (bei Königsbrück) nennt die Naturdenkmale in Neukirch (bei Königsbrück) im sächsischen Landkreis Bautzen.

## Definition
„Naturdenkmäler sind rechtsverbindlich festgesetzte Einzelschöpfungen der Natur oder entsprechende Flächen bis zu fünf Hektar, deren besonderer Schutz erforderlich ist
1. aus wissenschaftlichen, naturgeschichtlichen oder landeskundlichen Gründen oder
2. wegen ihrer Seltenheit, Eigenart oder Schönheit.“

## Liste
Link zu einem Kartenansichtstool, um Koordinaten zu setzen.
| Bild | Bezeichnung                  | Lage                                           | Beschreibung | Datum | Nummer |
| ---- | ---------------------------- | ---------------------------------------------- | ------------ | ----- | ------ |
| BW   | Ihlenkuppen                  | Schmorkau (51° 18′ 50,2″ N, 13° 56′ 45,8″ O)   |              |       | KM043  |
| BW   | Ihlenblöße                   | Schmorkau (51° 18′ 54″ N, 13° 56′ 47,4″ O)     |              |       | KM044  |
| BW   | Hangquellmoor Gottschdorf    | Gottschdorf (51° 18′ 17,2″ N, 13° 58′ 49″ O)   |              |       | KM046  |
| BW   | Grauwackenkuppe              | Gottschdorf (51° 18′ 13,2″ N, 13° 58′ 34,5″ O) |              |       | KM050  |
| BW   | Weiße Berge                  | Gottschdorf (51° 18′ 11″ N, 13° 59′ 21,8″ O)   |              |       | KM051  |
| BW   | Erlenbruch Schmorkau         | Schmorkau (51° 17′ 7,4″ N, 13° 54′ 14,8″ O)    |              |       | KM062  |
| BW   | Birkenberg (Wachholderhübel) | Weißbach (51° 16′ 52″ N, 13° 56′ 17″ O)        |              |       | KM063  |
| BW   | Der Grund Weißbach           | Weißbach (51° 16′ 35,4″ N, 13° 56′ 6,9″ O)     |              |       | KM066  |
| BW   | Dalpenberg                   | Neukirch (51° 16′ 33,6″ N, 14° 0′ 6,1″ O)      |              |       | KM067  |
| BW   | Förstereiteich               | Koitzsch (51° 16′ 11,1″ N, 13° 58′ 17,1″ O)    |              |       | KM070  |
| BW   | Tannenbergweg                | Koitzsch (51° 16′ 1,3″ N, 13° 58′ 51,1″ O)     |              |       | KM071  |
| BW   | Hölle                        | Koitzsch (51° 16′ 35,9″ N, 13° 57′ 47,5″ O)    |              |       | KM153  |
| BW   | Gautzberg                    | Neukirch (51° 17′ 23,1″ N, 13° 59′ 16,5″ O)    |              |       | KM154  |
| BW   | Laasen                       | Neukirch (51° 17′ 34″ N, 13° 59′ 38,5″ O)      |              |       | KM155  |
| BW   | Stieleichen                  | Schmorkau (51° 17′ 42″ N, 13° 54′ 46,2″ O)     |              |       | 81     |
| BW   | Stieleichen                  | Schmorkau (51° 17′ 41″ N, 13° 54′ 45,2″ O)     |              |       | 81     |
| BW   | Stieleiche                   | Schmorkau (51° 17′ 14,5″ N, 13° 55′ 18,2″ O)   |              |       | 82     |
| BW   | Winterlinde                  | Weißbach (51° 16′ 49,1″ N, 13° 54′ 55,8″ O)    |              |       | 83     |
| BW   | Stieleiche                   | Weißbach (51° 16′ 31,4″ N, 13° 55′ 49,6″ O)    |              |       | 84     |
| BW   | Kiefer                       | Schmorkau (51° 17′ 29,3″ N, 13° 56′ 1,2″ O)    |              |       | 85     |
| BW   | Stieleiche                   | Koitzsch (51° 16′ 9,7″ N, 13° 57′ 59″ O)       |              |       | 86     |
| BW   | Stieleiche                   | Koitzsch (51° 16′ 22″ N, 13° 58′ 31,3″ O)      |              |       | 87     |
| BW   | Stieleiche                   | Koitzsch (51° 16′ 8,3″ N, 13° 58′ 40,7″ O)     |              |       | 88     |
| BW   | Kieferngruppe                | Gottschdorf (51° 18′ 13,7″ N, 13° 57′ 45,1″ O) |              |       | 91     |
| BW   | Stieleiche                   | Gottschdorf (51° 18′ 36,3″ N, 13° 58′ 31,9″ O) |              |       | 92     |